# Quítxua de Huánuco
El quítxua de Huánuco, també conegut com quítxua d'Alto Pativilca–Alto Marañón–Alto Huallaga (abreujat AP–AM–AH) és un continu dialectal del quítxua parlat a les províncies peruanes de Huánuco, Lauricocha, Cajatambo i zones veïnes. El dialecte més conegut dins del continu Huánuco és el quítxua de Huallaga.

## Estandardització
Malgrat les clares diferències amb les variants de Wanka i Ancash, ni el quítxua de Huánuco ni el Quítxua Yaru ni un estàndard comú d'aquests dos van ser inclosos en les varietats quítxues oficialment reconegudes sota el mandat de Juan Velasco Alvarado (gramàtiques i diccionaris 1976). En el transcurs de la implementació de la llei lingüística redactada per María Sumire i aprovada el 2011 (Llei 29735), el quítxua de Huánuco (Wanuku qichwa) ara també és una varietat reconeguda. El 2014 i el 2015 es va crear una norma oficial per a les varietats quítxues parlades al departament de Huánuco amb dues ordenances regionals (Ordenanza Regional Nº 100-2014-CR-GRH, Ordenanza Regional Nº 020-2015-CR-GRH).

## Situació sociolingüística
El quítxua de Huánuco està amenaçat en algunes parts de la seva àrea lingüística perquè poques vegades es transmet als nens, i en altres, on és la primera llengua que aprenen els nens, encara és vital. Les classes escolars en quítxua de Huánuco no existien fins a principis de la dècada de 2010, però a causa de la Llei de llengües (Llei 29735) hi ha 641 escoles (el 2013) al departament de Huánuco per a l'Educació Intercultural Bilingüe (EIB) en quítxua de Huánuco com a primera llengua per als estudiants. Són gairebé totes les escoles primàries; només a la província de Marañón (districtes de Huacrachuco i San Buenaventura) hi ha cinc escoles secundàries en quítxua de Huánuco. Segons el Ministeri d'Educació, el quítxua de Huánuco (Wanuku qichwa) s'utilitza com a estàndard a tot el Departament de Huánuco, inclòs a la província d'Ambo, on es parla la varietat Quítxua Yaru. A la província de Cajatambo (Departament de Lima) hi ha previstes 6 escoles primàries per a EIB amb el quítxua com a primera llengua.
El quítxua de Huánuco estandarditzat comparteix grafies basades en el castellà. S'hi ha publicat una traducció de la llei lingüística o traduccions bíbliques de Wycliff (una completa i dos del Nou Testament) del 1923, la primera en quítxua. Des del 2010 està disponible una traducció completa de la Bíblia al quítxua de Huallaga. Les traduccions del Nou Testament també van aparèixer a la dècada de 2000 en quítxua de Margos-Yarowilca-Lauricocha-Quechua i quítxua de Panao, cadascuna amb la seva pròpia ortografia basada en el castellà.